# سنان باشا الخادم
سنان باشا الخادم (بالتركية: Hadım Sinan Paşa)‏، ويعرف أيضًا باسم سنان باشا بوروفنيتش (قُتل في معركة الريدانية في 22 يناير 1517)، هو سياسي وصدر أعظم عثماني في عهد السلطان سليم الأول.

## الأصل والنشأة
كان عبداً مسيحيًا خصياً، من سنجق البوسنة، ينتمي إلى أسرة بوروڤينيتش النبيلة من قرية بوروڤينيتشي، غير أن مصدرًا آخر يذكر أنه كان من غلمان الدوشيرمة من سنجق ألبانيا.

## حياته العملية
في 1514، كان بكلربك (حاكم حكام) الأناضول. وفي معركة چلديران ضد فارس الصفوية كان مسؤولاً عن جناح الميمنة. وبعد المعركة عُيّن بكلربك روملي، وهو المنصب الأعلى مقاماً من منصبه السابق. مهمته التالية كانت فتح ذو القدريين، في ما هو الآن جنوب تركيا. وقد كان ناجحاً في المهمتين، فعينه سليم الأول صدراً أعظم في 25 أبريل 1516.
كان سنان الصدر الأعظم المفضل للسلطان سليم. وكان له دور فعال في فتح بلاد الشام ومصر. ففي 28 أكتوبر 1516 هزم جيش مماليك مصر في خان يونس، بالقرب من غزة بفلسطين. وفي العام التالي، قاتل في معركة الريدانية في مصر في 22 يناير 1517. وحسب تقليد المعارك العثمانية، كان السلطان بشكل شبه دائم يقود قلب الجيش. إلا أن معركة الريدانية كانت استثناءً. فقد قرر سليم الأول أن يدور حول المماليك بنفسه شخصياً، وعيّن سنان لقيادة قلب الجيش. الخطة كانت ناجحة وانهزم المماليك. إلا أنه قبل نهاية المعركة، أغار فرسان المماليك، بقيادة السلطان المملوكي طومان باي الثاني، على قيادة قلب الجيش العثماني وقتلوا سنان، ظانين أنهم قد قتلوا السلطان العثماني. بعد المعركة عبّر السلطان سليم عن حزنه، قائلاً «لقد كسبنا المعركة وخسرنا سنان».